# Oroszhegyi Józsa
Oroszhegyi Józsa (Jósa), Szabó József (Nagykolcs, 1822. május 24. – Buda, 1870. február 19.) a márciusi ifjak egyike, orvos, újságíró, útleíró, politikus.

## Életpályája
Székely származású atyja Szabó gazdatiszt volt; számos gyermekkel lévén megáldva, őt neveltetés végett testvérbátyjára, Szabó R. János minoritarendi főnökre bízta, aki a sokat igérő fiút anyja óhajtására is a papi pályára szánta és Nagybányán és Szatmárt végzett iskolai éveiben folyton gyámolította. A növendék a kitűzött irányra minél kevesebb hivatást érzett, annál inkább vonzódott az irodalom felé, melyet az 1830-40. években nagy előszeretettel tanulmányozott. 1837-ben a Szatmár megyei papjelölésnél fiatalsága miatt mellőzték. Ekkor nagybátyjához sietett Miskolcra, ahol a VI. gimnáziumi osztályt ismételte. Ekkor tanult görögül és nagybátyja titkárától, Lakatos Ottótól németül. Nagybátyja ezután Egerbe vitte, ahol az érsekmegyei papnevelőbe fölvették. A hajlamaival nem egyező papi pályát azonban ott hagyta, mire nagybátyja teljesen kitagadta.
Magára hagyatva került 1841-ben Pestre és itt az orvosi pályára szánta el magát és beiratkozott az egyetemre. Bugát Pál akkori orvoskari dékán felkarolta és az Orvosi Tár javításával bízta meg; azután is jótékonyan vezette, míg önállóságra tett szert. Mindamellett három évig sokat küzdött és nélkülözött. Ezalatt az egyetemi ifjak önképző társulatot alakítottak, melynek ő tagja, jegyzője, végül elnöke lett. Előbb a szépirodalommal foglalkozott, de miután Bugát bevezette a természettudományi társulatba, ennek gyűléseit szorgalmasan látogatta és az ugyanott készült magyar természettudományi, különösen vegytani műszavakat hatáskörében terjesztette és mindinkább a természettudományok felé hajolt.
1844-ben Helmeczy a Jelenkor újdonsági rovata vezetésére szólította fel, s ez állásában szakadatlanul működött 1847-ig, amikor őt Jókai Mór váltotta fel. E foglalkozása és orvosi tanulmányai folytatása közben szép működési tér nyílt előtte Röszler Ágnes asszony leánynevelő intézetében, melyet öt évig vezetett a szülők nagy megelégedésére. 1847-ben bevégezte orvosi tanulmányait és már 1848-ban doktori szigorlatokat akart tenni, midőn a közmozgalom őt is más hatáskörbe sodorta. Szerkesztői munkája során barátságot kötött a kor ifjú íróival, költőivel. 1848. március 15-én ő is ott volt a Pilvax kávéházban, a Nemzeti Múzeum előtt, majd a többi forradalmárral együtt ő is indult kiszabadítani Táncsics Mihályt. Eötvös József báró miniszter kinevezte közoktatási fogalmazóvá; e hivatalból azonban nemsokára táborba szállt, ahol mint hadiorvos, majd fegyverrel és utóbb mint csapatparancsnok (gerillavezető, 1849. április 1-től honvédőrnagy) szolgált. Azután ismét irogatott, de az utolsó csaták színhelyén megint ott volt. A világosi fegyverletétel után őt is halálra ítélték és tízévi várfogságra Josephstadtba vitték, ahonnét öt évi fogság után 1856. decemberben szabadult ki.
Pestre érkeztével tüstént megkezdte irodalmi működését. 1857-ben lett orvosdoktor és szülészmester. Ekkor Nagyváradon nősült, neje Somogyi Mária volt. Kevés ideig Abrudbányán volt orvos; innét nejével Bukarestbe ment. Itt az elméleti és gyakorlati vizsgát ismét le kellett tennie, amit dicséretesen teljesített, majd előbb Rimnik-Szeráton, majd Foksányban kapott a román kormánytól alkalmazást. Egyike volt a legmunkásabb embereknek. Erősen hitt a delejezésben, de Bukarestben ezen tudományával kudarcot vallott. Ekkor Konstantinápolyba ment és török szolgálatba lépett. Neje meghalt és emiatt vígasztalhatlan lett. Utazott Kis-Ázsiában, Ciprus szigetén, Alexandriában; Irakban, Iránban szolgált, később Bulgáriában is szolgált mint katonaorvos. A kiegyezés híre Ciprus szigetén érte. Megtakarított pénzével 1868-ban visszatérőben volt hazánkba, midőn az úton szélütés érte és tehetetlen állapotában kifosztották. Két évig tengődött még Kolozsvárt és Pesten, majd Budán. Néprajzi gyűjtései jelentősek voltak.

## Emlékezete
Az 1848-as pesti forradalmi ifjak köréhez tartozó Oroszhegyi Józsa emlékezetét az utódokban elsősorban Jókai Mór visszaemlékezései (Életemből, Az én kortársaim), valamint a nem sokkal később Bukarestbe került Koós Ferenc emlékiratai (Életem és emlékeim) tartották életben. Jókai az egykori forradalmi kormánybiztos, a "Pesti Gerillacsapat" megszervezője és őrnagya, a halálra, majd 10 évi nehéz börtönre ítélt és Josefstadtban raboskodó orvos 1849 tavaszi felvidéki hősiességét köszöntötte lelkes cikkben (Oroszhegyi Józsa. Esti Lapok, 1849. március 17.), s Enyém, tied, övé c. regényében is megörökítette. Császári kegyelemmel szabadulva 1856-ban előbb Abrudbányán orvos, majd átkelve a Kárpátokon megannyi 1848-as magyar forradalmár útján, Bukarestben, Râmnicu Săratban, majd Foksányban teljesített orvosi szolgálatot. 1860-ban szerkesztője volt a Bukaresti Magyar Közlönynek is.
Erre az időszakra utal a Román élet későbbi kiadója, Bíró Sándor: "Koós Ferenc őszintén örült Oroszhegyi érkezésének. Éppen akkortájt indította volt meg a Bukaresti Magyar Közlöny című hetilapját. Ezzel szerette volna még jobban összefogni a Romániában élő magyarokat. Rendszeresen közölte a magyar vonatkozású híreket, számba vette a romániai magyarok munkáját és buzgón dolgozott a magyar-román jó viszony biztosítása érdekében. A sokoldalú és rendkívül művelt Oroszhegyitől Koós méltán remélhetett közreműködést és jó segítséget [...] Koós egyedül nem csinálhatott mindent, viszont a magyarok iránt akkor még általában elismerő román közvélemény magatartása állandó figyelmet igényelt."
Mielőtt a Bíró Sándor által később sajtó alá rendezett és Román élet címmel kiadott összegyűjtött tudósításait papírra vetette volna, már jelentek meg alkalomszerűen a román népélettel kapcsolatos írásai: havasi népmondákat dolgozott fel (Regélő, 1842), Erdély nyugati havasairól címmel út- és környezetleírását közölte Emich Nagy Képes Naptára (1861); Dobrudzsában szerzett tapasztalatait pedig nemcsak a nagyközönség számára írta meg (Magyar Sajtó, 1863), hanem az orvostudomány számára is összefoglalta (Gyógyászat, 1863).
A Román élet szövegkiadása az aradi Alföld számára 1861-63 között írt és ott megjelent Levelek Romániából c. sorozatán alapul.
A Román élet megjelenése után többször történt említés Oroszhegyi Józsáról. Bisztray Gyula, az egykori fogarasi diák és Babits-tanítvány több magyar forradalmár között az ő halálos ítéletét is közölte. Életével, orvosi és közírói munkásságával Izsák Sámuel foglalkozott behatóan; ő azonosította Oroszhegyi munkájaként Erdély aranyvidéke orvosi szempontból c. kéziratos művét, amely fontos népismereti és népegészségügyi megfigyeléseket is tartalmaz, Jancsó Elemér pedig két, a korszakra vonatkozó összefoglaló tanulmányában (Román-magyar művelődési kapcsolatok a XVIII-XIX. században. Utunk, 1956/ 20; A kolozsvári magyar színház útja a romantikától a realizmusig. Nyelv- és Irodalomtudományi Közlemények, 1963/2) utalt forradalom alatti, illetve a regáti magyar életben betöltött szerepére. A Román élet újrakiadásának terve is felmerült az 1970-es években a Kriterion Könyvkiadó Téka-sorozatában, A Hét közölt is néhány részletet a könyvből (1973/39), a kötetben való kiadás terve azonban nem valósult meg.

## Művei
- Magyar nyelvtan. Ungarische Sprachlehre. (Ungarisch und Deutsch). Magyar és német nyelven. (Különös figyelemmel a leánynevelő intézetekre). Pest, 1847.
- A szervényi vegytan rövid kézikönyve. Dr. Strecker Adolf kristianiai vegytanár munkája után magyaritotta. A szövegbe foglalt 42 fametszvénnyel. Pest, 1857. Online
- Az ód és életdelejség közéleti értéke. Fölvilágositás és utasitás minden értelmes embernek: mit kelljen e természethatányról hinni; miképen közéleti kényletekre és egészségi célokra fölhasználni; nevezetesen ideges kórokat általa egyszerüen és sükeresen gyógyitani. Pest, 1858. Online
- Szerkesztette a Honleányok Könyvét 1847-ben Pesten (Röszler Ágnessel együtt), melyből három füzet jelent meg, és a Bukaresti Magyar Közlönyt 1860. június 16-tól december 22-ig, összesen 27 számát.
- Oroszhegyi Jósa: Román élet; sajtó alá rend. Biró Sándor; Minerva, Kolozsvár, 1942 (Erdélyi ritkaságok)

### Cikkei
Cikkei a Garay Regélőjében (1842. Avasország, Az avasi rém, szatmármegyei népmonda), a Frankenburg által szerkesztett Életképekben (1844. Szatmár és vidéke, 1847. A hajdani székely nemzet áldozó-poharáról, 1848. Korrajzok a nők életéből, Erdélyi képek); a. Magyar föld és népeiben (1846. A dunagőzhajózási társaság története és állapota), a Vahot Imre Pesti Divatlapjában (1847. Figyelmeztetés a hölgyképzés körül, Számvetés hatása hölgyeink életében és elbeszélés); a Honleányok Könyvében (1847. Működésünk iránya, Közlemények az ipargazdaság köréből: I. Gyapot, II. Vázlat selyemtenyésztésről, Ilona királynő, A valódi gyöngyről, Haza és nemzetiség, irányadó elmélkedés leánynövendékeimmel, A magyar haza története, Az ékkövekről, Hölgyeink hivatásköre s költemények); a Magyar Sajtóban (1857. 99. szám, Figyelmeztetés a szervényi vegytan műszavaira, 1863. 47., 53., 61., 93., 118. szám, A Fekete-tenger mellől, Küsztendzse, 56., 122., 123. sz. A Dobrudzsából, 1864. 35. sz. A török fővárosból); az Orvosi Hetilapban (1857. Gyógyszertani közlemények, 1858. Viszhang a Szervényi vegytan bírálatára); a Divatcsarnokban (1859. A rokonszenv természettörténete); a Hölgyfutárban (1860. Pár szó a magyar öltözet körül, A magyar öltözék ügyében); a Divatcsarnokban (1860. A házi kisasszony, magyar életkép); a Girókuti Képes Naptárában (1860. Derüre ború, borura derü, 10 aranynyal jutalmazott pályamű); Emich Nagy Képes Naptárában (1861. Az úgynevezett magnetizmusi jelenségekről, Erdély nyugoti havasairól); a Gyógyászatban (1863. Egészségügyi szemlélkedés Dobrudzsában, Feketetengeri fürdés, Egy kis adat orvosi életünkből Dobrudzsában; A lép részletes kiirtása, 1864. A tatárok közti gyógybánásról, Miért egészséges a török? 1865. Kuruzslási esetek Dobrudzsában, 1866. Orvosi tapasztalatok Ázsiában, Iszákosság, 1867. Ázsiai fekély, A cholera, 1868. Orvosi tapasztalat Cyprus szigetén); a Vasárn. Ujságban (1863. Tengeri fürdés és halászat); az Aradban (1863. Levelek keletről); a Nemzeti Képes Ujságban (1863. Törökországi képek); a Fővárosi Lapokban (1864. A mozlim zarándoklás, Konstaninápolyi élet, 1865. Az ázsiai konyha); a Honban (1864. 18. sat. sz. Konstantinápoly, 1865. 25-62., 95. sz. Utazás Keleten, 1866-1867. 3., 4., 6., Ázsiai utiképek, 79., 97., 99., 100., 111., 112., 133. 139. sz. cz. Cziprusz szigete, 1868. 6., 8., 11. cz. Cziprusz); a Hazánk és a Külföldben (1866. Ázsiai élményeim, 1867. Vasvári Pál életrajzához és emlékéhez, Cziprus szigete és levél); az Igazmondóban (1868. 8., 9. sz. Kurdisztánban); M. Polgár Nagy Naptárában (1869. Dalidók keleten); a Keletben (1876. 91., 100. sz. Egy bukaresti barátjához irt levelei, Küsztendzse 1863. júl. 11. Konstantinápoly 1864. jan. 22.); Az ország tükrében (1864. Egyik körutam Törökországban); az aradi Alföldnek is munkatársa volt (1861-63. Levelek Romaniából).